# Boys of Bangladesh
Boys of Bangladesh (conocida popularmente por su forma abreviada BoB o Boys only Bangladesh), (en español Chicos de Bangladés), es la única organización de hombres homosexuales (gais) que viven en Bangladés o incluso se puede formar parte de ella viviendo en el extranjero. Esta comunidad es la más antigua de su tipo en este país, iniciando a partir de 2002 como una comunidad en línea en la plataforma virtual Yahoo grupos, en un país islámico en donde se considera delito tener prácticas homosexuales y se castiga hasta con diez años de prisión. Esta organización ha podido evolucionar gracias al apoyo de la comunidad LGBT internacional, siendo BoB representado en diversos foros y eventos a lo largo y ancho del mundo. 
La comunidad que inició bajo la plataforma de Yahoo continúa existiendo ahora dentro de Facebook con objetivos claros tales como la promoción de los derechos de los homosexuales en este país, la organización de eventos, festivales, talleres y desfiles LGBT y principalmente, el objetivo de lograr la derogación de la sección 377 del antiguo código penal, heredado de la antigua colonia británica que aun tipifica como delito los actos homosexuales en Bangladés.
Por muchos años, la comunidad LGBT en este país era prácticamente invisible ante la opresión y el conservadurismo de la sociedad islámica imperante, sin embargo, líderes de esta organización sugieren que las cosas están cambiando en Bangladés ante la cada vez más frecuente salida del clóset de diversos actores de la sociedad en las que la organización BoB ha tenido gran influencia. A pesar de todos estos esfuerzos, lamentablemente, siguen sucediendo situaciones de asesinatos por odio hacia miembros de la comunidad LGBT que se atreven a exigir sus derechos públicamente, como el caso de los activistas y editores Xulhaz Mannan y Mahbub Tonoy, antiguos colaboradores de esta organización, quienes fueron asesinados el 25 de abril de 2016 por fundamentalistas.